# Linka 9 (metro v Ciudad de México)
Linka 9 je jedna z linek metra v Ciudad de México, je značena hnědou barvou. Linka má 12 stanic a dlouhá je 15,375 km.

## Chronologie otevírání jednotlivých úseků
| Úsek                      | Datum otevření |
| ------------------------- | -------------- |
| Pantitlán – Centro Médico | 26. srpna 1987 |
| Centro Médico – Tacubaya  | 29. srpna 1988 |

## Provoz
Linka 9 se kříží s linkami metra 1, 2, 3, 4, 7, 8, A, 12 a linkami Metrobusu 1, 2, 3.

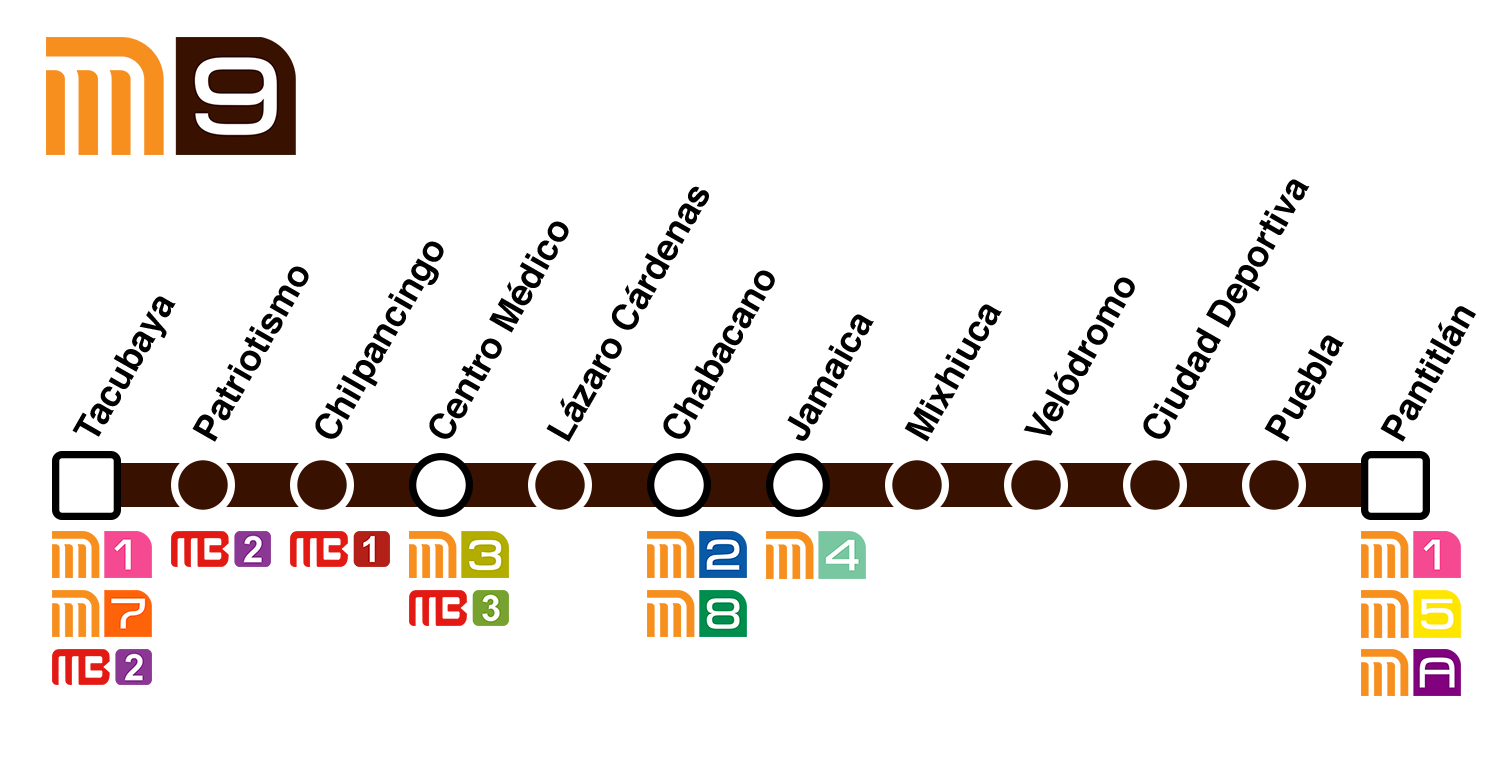
Plán Linky 9

### Seznam stanic

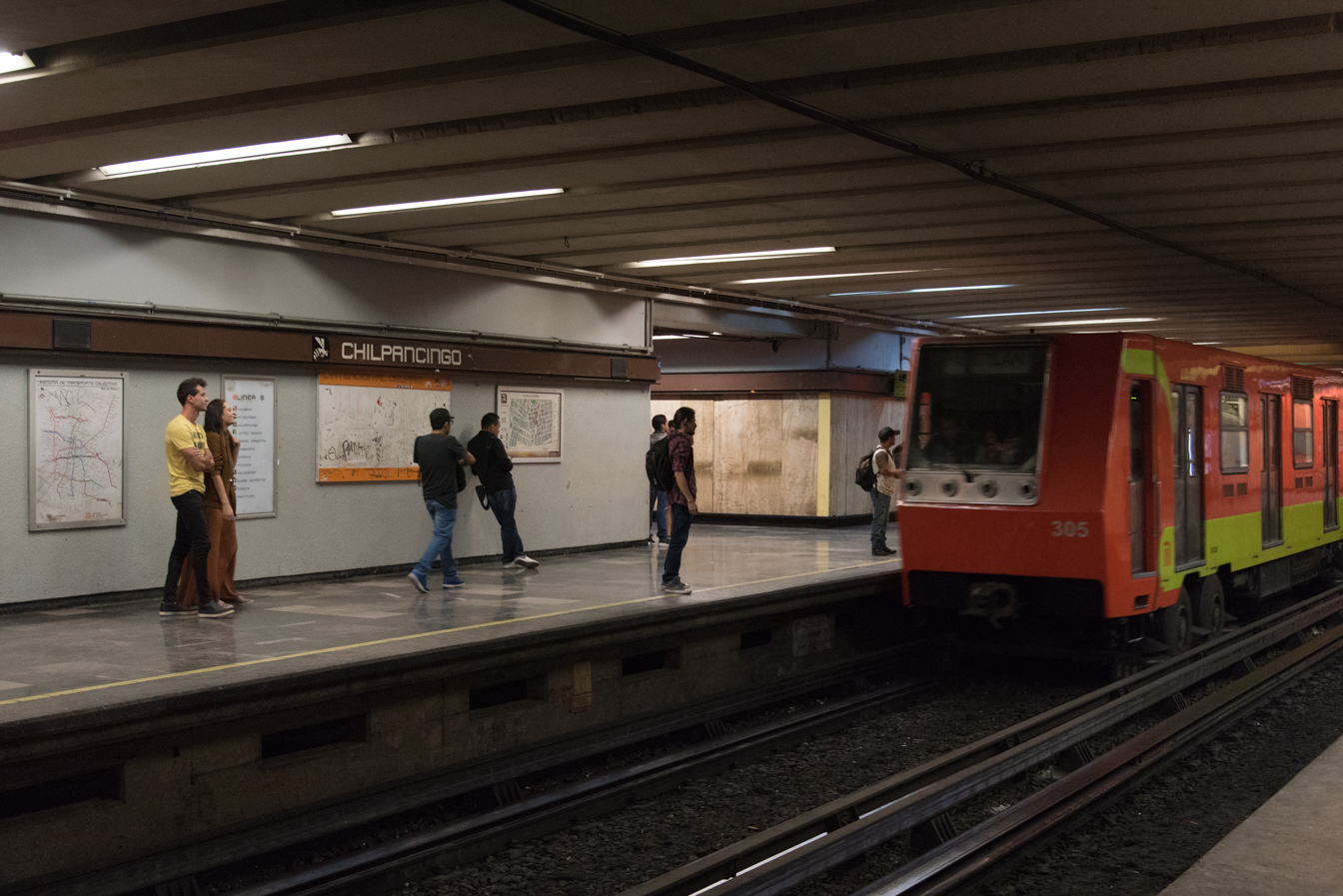
Stanice Chilpancingo

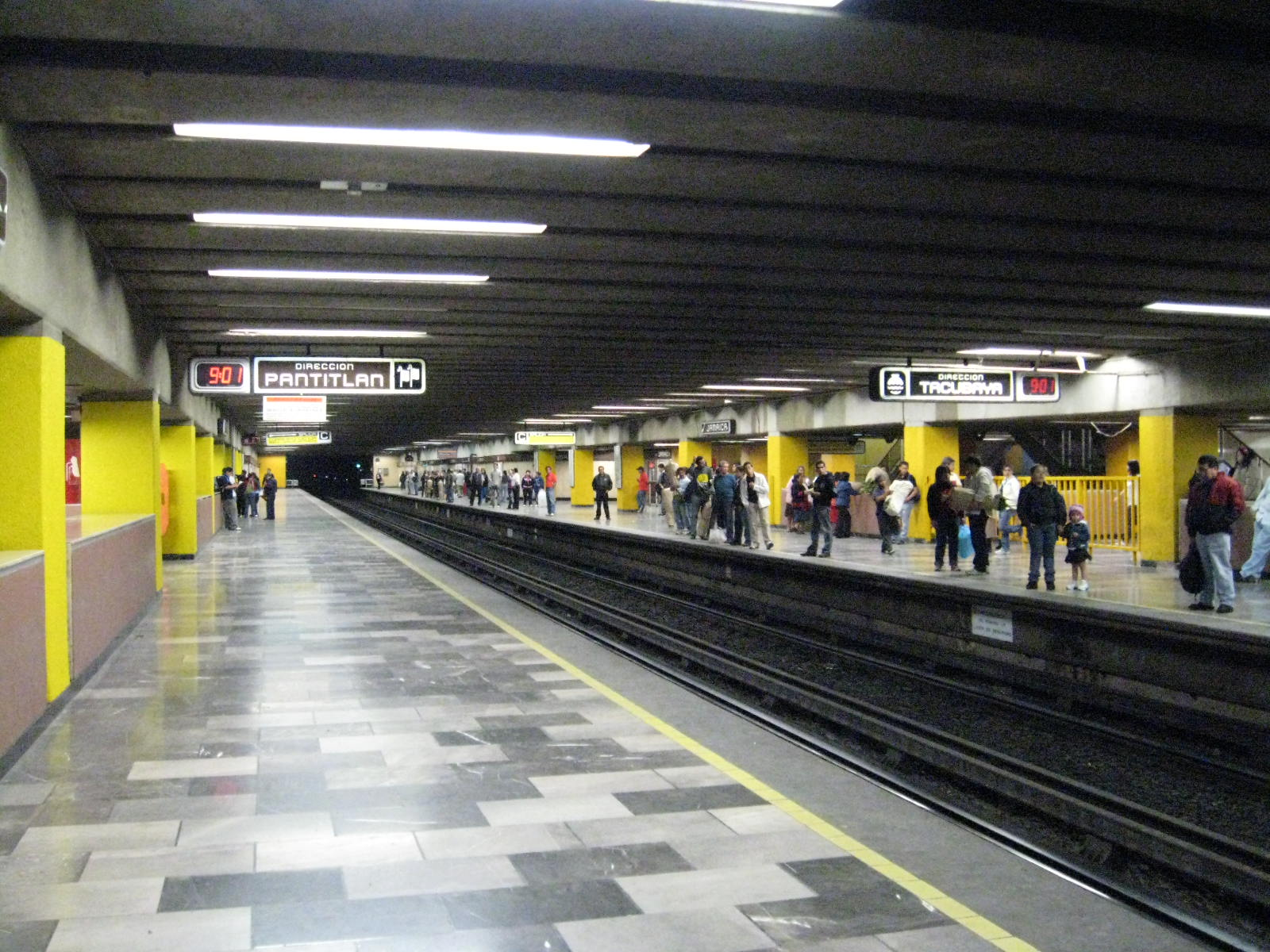
Stanice Jamaica

| Linka 9 | Linka 9          | Linka 9  | Linka 9                         |
| Č.      | Stanice          | Přestupy | Městský obvod                   |
| ------- | ---------------- | -------- | ------------------------------- |
| 1       | Tacubaya         |          | Miguel Hidalgo                  |
| 2       | Patriotismo      |          | Cuauhtémoc                      |
| 3       | Chilpancingo     |          | Cuauhtémoc                      |
| 4       | Centro Médico    |          | Cuauhtémoc                      |
| 5       | Lázaro Cárdenas  |          | Cuauhtémoc                      |
| 6       | Chabacano        |          | Cuauhtémoc                      |
| 7       | Jamaica          |          | Venustiano Carranza             |
| 8       | Mixiuhca         |          | Venustiano Carranza             |
| 9       | Velódromo        |          | Venustiano Carranza             |
| 10      | Ciudad Deportiva |          | Venustiano Carranza / Iztacalco |
| 11      | Puebla           |          | Venustiano Carranza / Iztacalco |
| 12      | Pantitlán        |          | Venustiano Carranza / Iztacalco |